# Enmanuel Reyes
Enmanuel Reyes (født 14. december 1992) er en spansk bokser.
Han repræsenterede Spanien ved sommer-OL 2020 i Tokyo, hvor han blev elimineret i kvartfinalen.
Ved sommer-OL 2024 i Paris vandt han bronze.